# Walter Aston (3e Lord Aston de Forfar)
Walter Aston, 3e Lord Aston de Forfar (1633 - 20 novembre 1714) est un noble écossais. On se souvient mieux de lui aujourd'hui comme un survivant du complot papiste. 
Il succède à son père comme Lord Aston de Forfar dans la pairie d'Écosse en 1678; il résidait principalement à Tixall dans le Staffordshire. 

## Famille

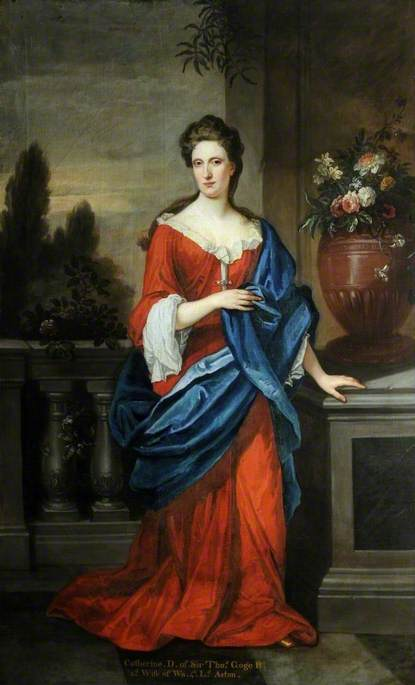
Walter Aston avait deux femmes, dont la seconde était Catherine Gage (photo).

Il est le fils aîné de Walter Aston (2e Lord Aston de Forfar) (en), et de son épouse Lady Mary Weston, fille de Richard Weston (1er comte de Portland). 
Il s'est marié deux fois, épousant d'abord Eleanor Blount Knightley de Soddington dans le Worcestershire, en Angleterre, veuve de Robert Knightley, et fille de Sir Walter Blount, 1er baronnet, et de son épouse Elizabeth Wylde, fille de George Wylde, avec qui il eut cinq enfants survivants. Elle est décédée en 1674. Il épouse ensuite Catherine Gage, fille de Sir Thomas Gage, 2e baronnet de Firle dans le Sussex, décédée en 1720. 
Par Elizabeth, il a quatre fils qui ont atteint l'âge adulte, Edward, Francis, Walter Aston (4e Lord Aston de Forfar) (en) et Charles, et une fille Mary, qui ne s'est jamais mariée. Edward et Francis sont morts avant leur père et Walter lui succède. 

## Complot papiste
Comme son père, il est un ardent catholique romain et il lui succède comme leader de la grande communauté catholique du Staffordshire . En tant que tel, il est une cible principale des informateurs pendant le Complot papiste. Son ancien intendant Stephen Dugdale, qu'il avait licencié pour avoir volé de l'argent pour payer ses dettes de jeu, se retourne contre lui et donne des preuves fausses qui envoyèrent Aston à la Tour de Londres en 1679 pour complot en vue de tuer le roi Charles II . Dugdale était un homme charmant, éduqué et plausible, qui a fait une impression sensiblement différente sur le gouvernement du défilé peu recommandable d'informateurs précédents comme Titus Oates, dont certains, comme Thomas Dangerfield, étaient des criminels notoires. Même le roi Charles, qui jusque-là était entièrement sceptique à propos du complot, fut tellement impressionné par Dugdale qu'il "commença à penser qu'il y avait quelque chose dedans". 
Dans le cas où il s'est avéré impossible de trouver un deuxième témoin à l'accusation de trahison contre Lord Aston, et même au plus fort de l'hystérie du complot, les juges ont scrupuleusement respecté la loi selon laquelle une accusation de trahison exigeait deux témoins. Aston n'a jamais été jugé et a été libéré sous caution à l'été 1680. Il n'est jamais retourné en prison . 

## Fin de carrière
Sous le roi catholique Jacques II, il est en faveur à la Cour et sert comme Lord Lieutenant du Staffordshire de 1687 à 1689. Après la Glorieuse Révolution, il est resté fidèle à Jacques, mais aucune mesure n'est prise contre lui en conséquence. Au cours de ses dernières années, il s'est senti suffisamment en sécurité pour se plaindre de son exclusion, en raison de sa religion, de la Chambre des lords. Comme sa pairie est un titre écossais, il a fait valoir qu'il devrait être l'un des pairs représentatifs écossais qui ont pris leurs sièges à la Chambre des Lords unifiée après l'Acte d'Union de 1707, mais sa demande d'avoir le droit de siéger aux Lords a été rejetée . 
Il meurt en 1714 et est remplacé par son troisième fils, Walter Aston, 4e Lord Aston de Forfar. Un fils cadet, Charles Aston, a servi dans l'armée britannique en Irlande et a été tué au combat lors de la bataille de la Boyne, le 1er juillet 1690 . 